# Ежовник коротколистный
Ежовник коротколистный (лат. Anabasis brevifolia) — вид цветковых растений рода Ежовник (Anabasis) семейства Амарантовые (Amaranthaceae).

## Распространение и экология
В природе ареал вида охватывает северные районы Центральной Азии — Западная Сибирь (Алтай, Алатау), Монголия и Китай.
Произрастает по щебнистым и глинисто-солонцеватым склонам и осыпям.

## Ботаническое описание
Полукустарничек высотой 5—10 (до 15) см, голый, с плотной дерновинкой; с многочисленными, густо собранными, почти цилиндрическими, ломкими, простыми или ветвистыми, светло-зелёными стеблями этого года.
Листья мясистые, сверху плосковатые, снизу выпуклые, на конце с опадающим шипиком или короткой щетинкой; средние продолговатые, длиной 3—5 мм, отклоненные и чуть назад изогнутые; самые нижние у основания стебля чешуевидные, яйцевидные, прижатые к стеблю.
Цветки обычно одиночные, расположены в пазухах листьев, с яйцевидными, вогнутыми, тупыми, пленчато-отороченными прицветничками. Листочки околоцветника яйцевидные, тупые, при плодах развивающие у верхушки пленчатые, округло-почковидные, желтоватые или красновато-оранжевые, вверх торчащие крылья.
Плод яйцевидный, почти сухой, длиной около 2,5 мм, с зернистым рисунком околоплодника.

## Значение и применение
В пустыне Гоби после полыней (artemisia) вместе с солянкой почечконосной (salsola gemmascens) является наиболее ценным кормовым растением для верблюдов и отчасти овец. Для верблюда является осенним нажировочным растением. При поедании в молодом состоянии у верблюдов вызывает тимпанит.